# Paraquadracythere deltoides
Paraquadracythere deltoides is een mosselkreeftjessoort uit de familie van de Hemicytheridae. De wetenschappelijke naam van de soort is voor het eerst geldig gepubliceerd in 1890 door Brady.